# John Gregory
John Charles Gregory (ur. 11 maja 1954) – angielski trener i piłkarz. Od grudnia 2013 menadżer Crawley Town. Wcześniej pracował także w Portsmouth, Plymouth Argyle, Wycombe Wanderers, Aston Villi, Derby County i Queens Park Rangers. Jako piłkarz występował na pozycji pomocnika. Jego pierwszym klubem było Northampton Town, zaś później grał jeszcze dla Brighton & Hove Albion, QPR, Derby i Aston Villi. W reprezentacji Anglii rozegrał sześć spotkań.